# Regimiento de Dragones n.º 5 (Prusia)
El Regimiento de Dragones n.º 5 fue un regimiento de caballería de Prusia. Formado en 1717, el regimiento fue parte del orden de batalla hasta el año de 1918. Llamados los «Dragones de Bayreuth», ganaron fama por su papel en la victoriosa batalla de Hohenfriedberg en 1745.

## Historia
El regimiento fue formado por orden real el 2 de abril de 1717. La nuevo formación fue patrocinada por el Oberst (rango militar alemán) Achaz von der Schulenburg y reclutó hombres en los ducados de Ansbach y Bayreuth. Para el primero de junio el regimiento estaba formado por 44 oficiales y suboficiales y 295 soldados de caballería, con edades entre 20 y 40 años. Para 1718, el regimiento se había expandido a cuatro escuadrónes sumando un total de 689 hombres.
No fue sino hasta 1730 cuando el regimiento estuvo completo: 10 escuadrones, 62 oficiales, 120 suboficiales, abanderados, 30 tamborileros y 1320 soldados de caballería. El 7 de agosto de 1731 el regimiento fue galardonado con el título de honor «Dragones de Bayreuth» y fue renombrado con sumando ese título.
El regimiento tuvo su bautizo de fuego durante la Guerra de Sucesión Austriaca. En la batalla de Mollwitz seis escuadrones del regimiento estuvieron en el ataque al ala izquierda del ejército austriaco. Este ataque causó la desbandada del enemigo entregando la victoria al rey Federico el Grande de Prusia.
En la batalla de Chotusitz, el regimiento no tuvo tanto éxito: durante dos ataques de caballería, los Dragones de Bayreuth fallaron al romper las líneas del enemigo y además sufrieron la pérdida de catorce oficiales y tres abanderados entre otras muchas.
El regimiento ganó su reputación en la batalla de Hohenfriedberg. El comandante austriaco Príncipe Carlos Alejandro de Lorena, mantuvo la línea de batalla frente a repetidos ataques de infantería. El comandante de los Dragones Generalleutnant (General) Gessler, vio la oportunidad de atacar una gran unidad austríaca que a su vez estaba atacando a la ya cansada infantería prusiana. Los diez escuadrones del regimiento se formaron en dos columnas y cargaron en contra de los austriacos. En la lucha que se dio, la caballería prusiana destruyó 20 batallones sajones y austriacos: tomo 2500 prisioneros y capturó a 67 abanderados perdiendo únicamente seis oficiales y 28 hombres que murieron en la batalla. El príncipe fue obligado a retirarse y dispersar sus tropas restantes, resultando en una victoria decisiva.
Después de la carga de Hohenfriedberg, al regimiento se le permitió vestir una insignia dorada con el número 67 en las cartucheras. También recibieron un diploma del rey Federico el Grande, en el que se nombraba a todos los oficiales y se exaltaba el regimiento con la marcha Der Hohenfriedberger compuesta por el rey en persona.
Aunque el regimiento estuvo presente en la batalla de Soor, no entró en acción, llegó un momento antes que los austriacos se rindieran.
En la Guerra de los Siete Años en 1756 el regimiento estuvo en la vanguardia del avance prusiano en Sajonia. En la batalla de Lobositz el regimiento intentó dos cargas de caballería fallidas contra los austriacos en el sitio de Homolka-berg. Sin embargo el regimiento logró salvar a la guardia personal del rey de la aniquilación.
- Datos: Q869720
- Multimedia: Kürassier-Regiment „Königin“ (Pommersches) Nr. 2 / Q869720